# Liste der litauischen Botschafter in Estland

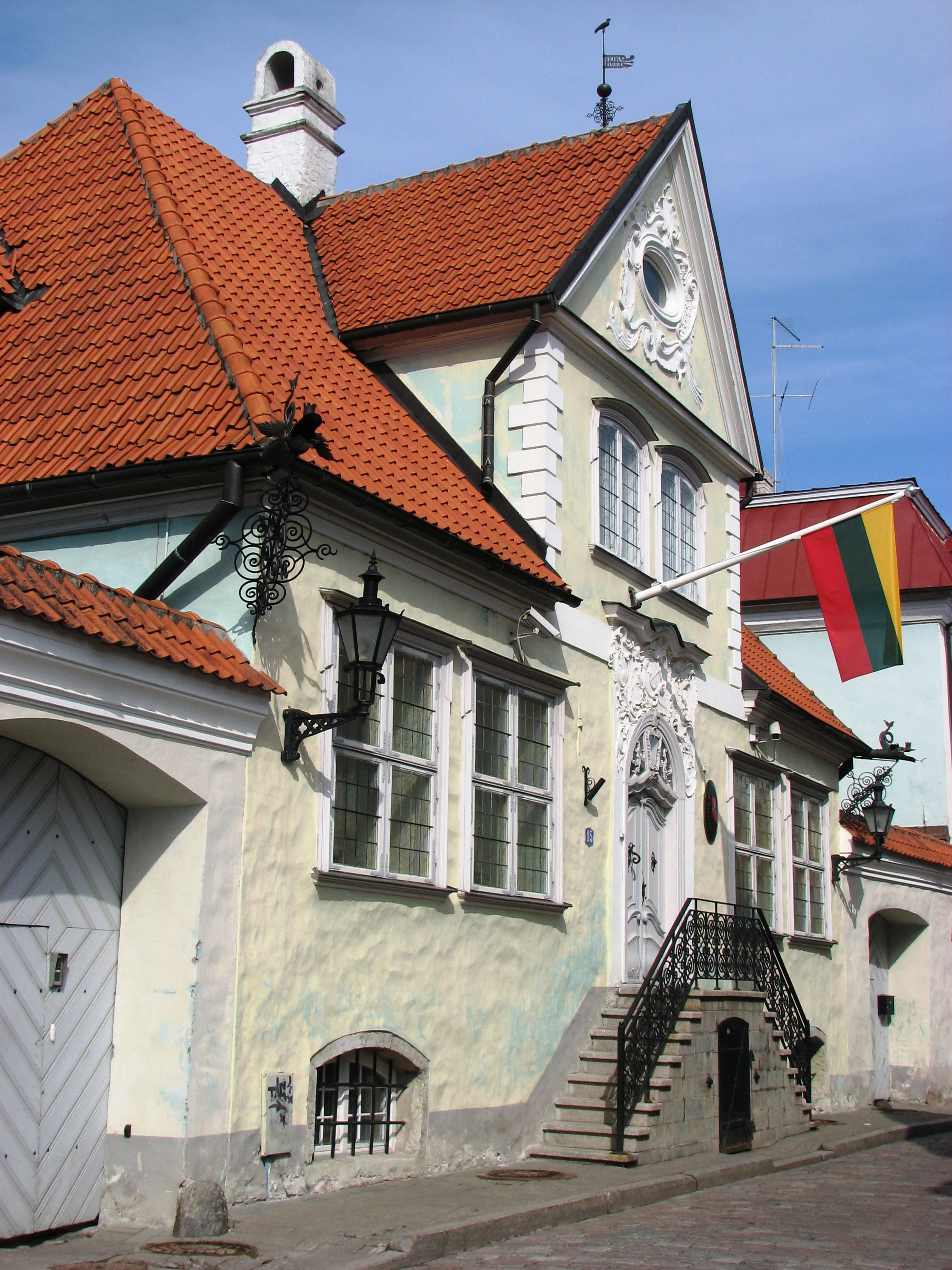
Litauische Botschaft in Tallinn (2010)

Liste der litauischen Botschafter in Estland.

## Missionschefs
- 1991–1993: Sigitas Kudarauskas, Geschäftsträger bis 1992[1]
- 1993–1994: Deividas Matulionis (?)
- 1994–1997: Halina Kobeckaitė
- 1997–2002: Rimantas Tonkūnas
- 2002–2006: Antanas Vinkus
- 2006–2012: Juozas Bernatonis
- 2012–2017: Neilas Tankevičius
- 2017-heute: Giedrius Apuokas